# Villa de Tututepec de Melchor Ocampo
Villa de Tututepec de Melchor Ocampo är en kommun i Mexiko.   Den ligger i delstaten Oaxaca, i den sydöstra delen av landet, 400 km söder om huvudstaden Mexico City.
Följande samhällen finns i Villa de Tututepec de Melchor Ocampo:
- Santa Rosa de Lima
- San Miguel
- El Faisán
- La Soledad
- Alejo Peralta
- El Mamey
- El Mirador
- San Felipe
- Camalotillo
- Duva-Yoo
- El Gachupín
- Loma Bonita
- Playa Vieja
- Palma Sola
- El Ciruelito
- Linda Vista
- Los Llanos del Espinal
- El Tlacuache
- La Guadalupana
- El Zanjón
- Plan de Reforma
- San Isidro Campechero
- El Lagartero
- San Antonio Río Verde